# Empire Interactive
Empire Interactive était une société de conception et d'édition de jeux vidéo basée au Royaume-Uni et créé en 1987. Elle est fermée après sa faillite le 4 mai 2009.

## Historique
Empire Interactive a été éditeur de jeux vidéo pendant 22 ans. Son principal bureau était basé au Royaume-Uni mais elle avait également des bureaux aux États-Unis, Allemagne, France, Espagne et Italie. La société a conçu et édité une grande variété de titres pour toutes les plateformes contemporaines aux États-Unis, en Europe et en Asie. Ses principaux succès étaient la série des Starsky et Hutch, la série des FlatOut, Big Mutha Truckers, Ford Racing.
Après des années de difficultés financières, la société fut rachetée par Silverstar Holdings en 2006 de laquelle elle est devenue une filiale. Le 4 mai 2009, la société a été déclarée en faillite (banqueroute) et a été fermée définitivement. Sa propriété intellectuelle a été vendue à New World IP of the United States et les 49 employés ont été licenciés. New World IP a, par la suite, cédé les droits d'éditer le catalogue complet d'Empire Interactive à Zoo Games.

## Réalisations
Liste des jeux conçus ou édités par Empire Interactive :
- Animal Paradise
- Animal Paradise 2
- Série Battleground
  - Battleground: Ardennes (1995)
  - Battleground 2: Gettysburg (1995)
  - Battleground 3: Waterloo (1996)
  - Battleground 4: Shiloh (1996)
  - Battleground 5: Antietam (1996)
  - Battleground 6: Napoleon in Russia (1997)
  - Battleground 7: Bull Run (1997)
  - Battleground 8: Prelude to Waterloo (1997)
  - Battleground 9: Chickamauga (1999)
- Big Mutha Truckers
- Série Campaign
  - Campaign (1992)
  - Campaign II (1993)
- The Civil War (1995)
- Crazy Taxi 3: High Roller
- Double Dragon (Version XBLA)
- Dreamfall: The Longest Journey
- Dreamweb
- Série FlatOut
  - FlatOut (2004)
  - FlatOut 2 (2006)
  - FlatOut: Ultimate Carnage (2007)
  - FlatOut: Head On (2008)
- Série Ford Racing
- Front de l'Est (1997)
- Front de l'Ouest (1998)
- Gabriel Knight : Blood of the Sacred, Blood of the Damned
- Ghost Master
- Go Go Copter
- Grand Touring
- International Cricket Captain
- Jackass: The Game (Versions PS2, PSP et DS)
- Kuri Kuri Mix
- Harvest Moon Online
- Hello Kitty: Big City Dreams (DS)
- Mashed (aka. Drive To Survive)
- The Operational Art of War (1998)
- Série Pro Pinball
- Red Ghost
- Série Starsky et Hutch
- Starship Troopers
- Stars!
- Série Speedball
- Team Yankee
- The Longest Journey
- Total Immersion Racing
- Unsolved Crimes (DS)
- Volfied
- Warrior Kings: Battles (2003)
- Yogi Bear: Cartoon Capers
- 101, Airborne : Juin 44 - La 101e en Normandie (1999)